# Big TV
Big Tv è il terzo album della band indie rock White Lies, pubblicato nell'agosto 2013.

## Tracce
1. Big TV – 5:27
2. There Goes Our Love Again – 3:36
3. Space I – 0:48
4. First Time Caller – 3:34
5. Mother Tongue – 3:23
6. Getting Even – 4:56
7. Change – 4:51
8. Be Your Man – 4:23
9. Space II – 1:10
10. Tricky To Love – 4:17
11. Heaven Wait – 4:42
12. Goldmine – 3:56

## Formazione
- Harry McVeigh – voce, chitarra
- Charles Cave – basso, cori
- Jack Lawrence-Brown – batteria